# Aurora Perrineau
Aurora Robinson Perrineau (New York, 23 settembre 1994) è un'attrice statunitense, nota principalmente per aver interpretato Shana Elmsford nel film Jem e le Holograms e per il ruolo di Giselle Hammond nel film Obbligo o verità.
È la figlia dell'attore Harold Perrineau, prima di tre sorelle.

## Biografia
Aurora Robinson Perrineau nasce il 23 settembre 1994 dall'attore Harold Perrineau e dalla modella Brittany Perrineau. Ha due sorelle minori, Wynter Aria nata nel 2008 e Holiday Grace nata nel 2013.

### Carriera
La carriera dell'attrice inizia nel 2011, anno in cui recita in un episodio della serie televisiva Pretty Little Liars nel ruolo di Bianca. L'anno seguente ha la prima esperienza recitativa in un lungometraggio, viene infatti inserita nel cast del film direct-to-video Air Collision, prodotto dalla The Asylum. Dal 2014 in poi Aurora inizia ad apparire più assiduamente in varie produzioni, sia cinematografiche che televisive. La si può vedere nel 2014 in un episodio di Newsreaders, e nell'aprile dello stesso anno venne scelta per interpretare il ruolo di Shana nel film Jem e le Holograms, basato sulla serie d'animazione degli anni '80 Jem. A causa di questa scelta, la produzione del film e l'attrice stessa vennero duramente criticate, in quanto nella serie originale Shana è una donna dalla carnagione scura con i capelli afro, mentre la Perrineau è una mulatta dalla carnagione chiara. Il film venne distribuito nei cinema a fine 2015, ottenendo scarsi risultati al botteghino.
Nel 2015 l'attrice appare in quattro episodi della serie televisiva Chasing Life e recita nei film Equals di Drake Doremus e Freaks of Nature di Robbie Pickering. Nel 2016 appare in un piccolo ruolo nel film diretta da Morten Tyldum Passengers e nel 2017 recita nell'episodio La sorella di Maxine della terza stagione della serie televisiva The Carmichael Show. Nel luglio del 2017 venne inoltre presa nel cast del film Obbligo o verità diretto da Jeff Wadlow, che venne distribuito nei cinema statunitensi a partire dal 13 aprile 2018.
Nel febbraio del 2019 entra a far parte del cast principale della serie televisiva Prodigal Son nel ruolo della detective Dani Powell, che interpreterà fino alla cancellazione della serie, avvenuta nel maggio 2021 al termine della seconda stagione. Successivamente viene scelta per interpretare un ruolo ricorrente nella quarta stagione di Westworld - Dove tutto è concesso.

## Filmografia

### Cinema
- Air Collision, regia di Liz Adams (2012)
- Equals, regia di Drake Doremus (2015)
- A House Is Not a Home, regia di Christopher Ray (2015)
- Jem e le Holograms (Jem and the Holograms), regia di Jon M. Chu (2015)
- Freaks of Nature, regia di Robbie Pickering (2015)
- Passengers, regia di Morten Tyldum (2016)
- At Night, regia di Giovanni M. Porta – cortometraggio (2017)
- Virginia Minnesota regia di Daniel Stine (2017)
- Obbligo o verità (Truth or Dare), regia di Jeff Wadlow (2018)
- Boo!, regia di Luke Jaden (2018)

### Televisione
- Pretty Little Liars – serie TV, episodio 2x09 (2011)
- Newsreaders – serie TV, episodio 2x01 (2014)
- Chasing Life – serie TV, 4 episodi (2015)
- The Carmichael Show – serie TV, episodio 3x10 (2017)
- Into the Dark – serie TV, episodi 1x01-1x08 (2018-2019)
- When They See Us – miniserie TV, puntata 03 (2019)
- Prodigal Son – serie TV, 33 episodi (2019-2021)
- Westworld - Dove tutto è concesso (Westworld) – serie TV, 5 episodi (2022)
- Kaos – serie TV, 8 episodi (2024)

## Doppiatrici italiane
Nelle versioni in italiano delle opere in cui ha recitato, Aurora Perrineau è stata doppiata da:
- Eleonora Reti in Into the Dark (ep. 1x01), Prodigal Son, Kaos
- Eva Padoan in When They See Us, Chasing Life
- Erica Necci in Jem e le Holograms
- Rossa Caputo in Passengers
- Isabella Benassi in Obbligo o verità
- Renata Bertolas in Into the Dark (ep. 1x08)
- Giulia Franceschetti in Westworld - Dove tutto è concesso